# Horvátzsidány
Horvátzsidány je obec v župě Vas v Maďarsku. Žije zde 819 obyvatel.

## Geografie

### Sousední obce
| Růžice kompasu |        | Peresznye     |            | Růžice kompasu |
| Růžice kompasu | Ólmod  | Sever         | Kiszsidány | Růžice kompasu |
| Růžice kompasu | Ólmod  | Horvátzsidány | Kiszsidány | Růžice kompasu |
| Růžice kompasu | Ólmod  | Jih           | Kiszsidány | Růžice kompasu |
| Růžice kompasu | Kőszeg |               |            | Růžice kompasu |